# Dunai Tudós Társaság
A Dunai Tudós Társaságot (latin nevén Sodalitas Litteraria Danubiana) 1497-ben Conrad Celtes humanista tudós és költő hozta létre Budán és Bécsben. Mintájául valószínűleg az itáliai Academia Platonica szolgált. Magyar humanistákon kívül olaszok, csehek és németek tartoztak a soraiba. Tevékenységének nyomai elsősorban Celtes műveiben maradtak fenn.